# Relight Studio

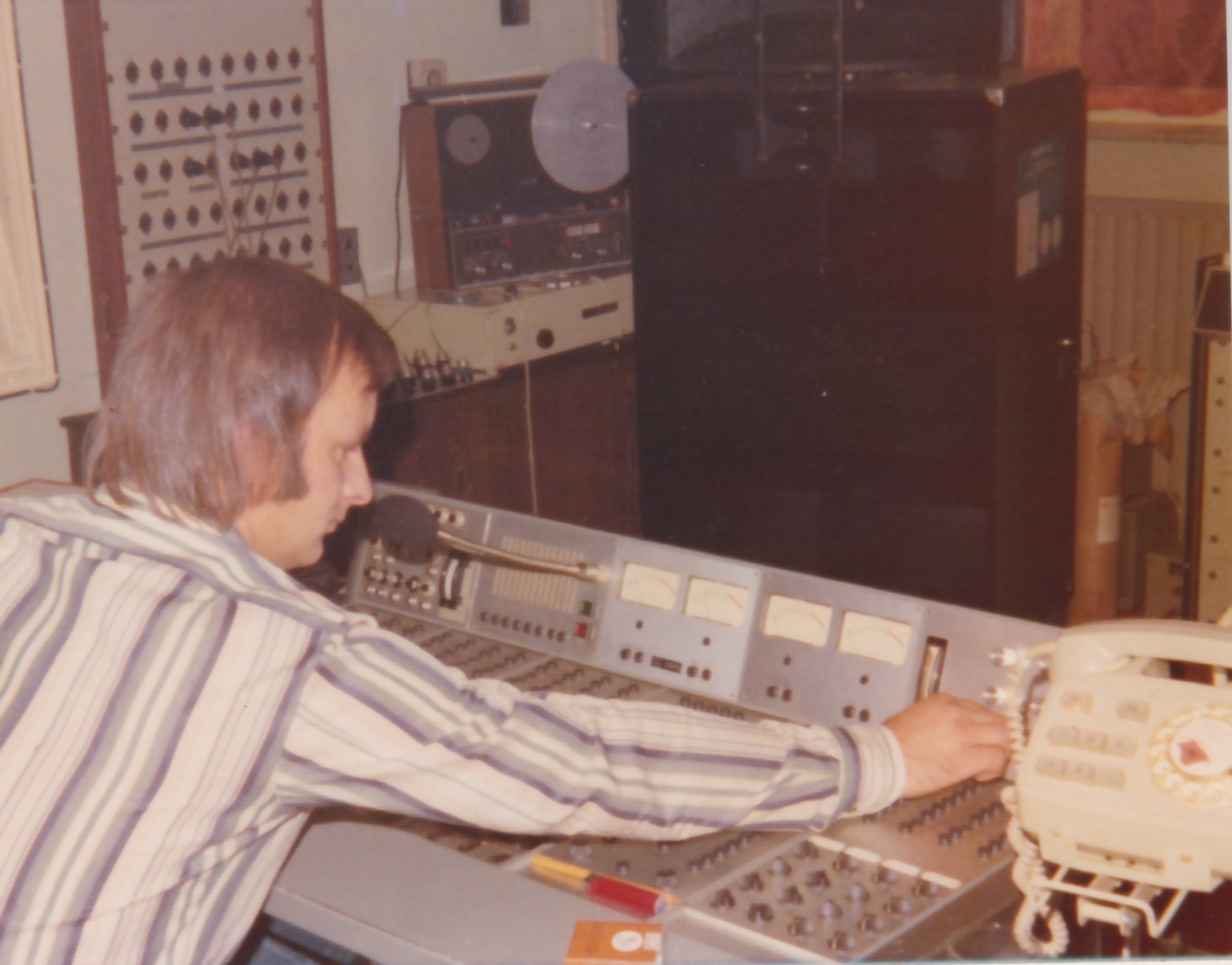
Dick van Velden op 8-10-1974 bij opnamen van Beautiful Garden

De Relight Studio was een in Hilvarenbeek gevestigde studio voor muziekopnames. 

## Geschiedenis
Het bedrijf werd rond 1974 gevestigd in een van de gebouwen van de Hilvaria Studio's in het grensgebied met Goirle. Eigenaar Dick van Velden maakte daar opnamen voor Nederlandstalige artiesten in een klein gebouw. Na een succesvolle periode wilde hij zijn bedrijf expanderen, verderop verhuizen in de bossen, en moderniseren. Daarvoor reisde hij naar Londen en kwam in contact met studiotechnicus Robin Freeman. Samen met hem werd gekozen voor ontwerp en apparatuur van twee studio's: 24 sporen (onder andere MCI-recorder, Dolby A noise reduction, Studer 2-track, Neumann U87 en U47 microfoons, EMT-galmplaten, JBL studioluidsprekers) in studio 1, en 8 sporen (Ampex-recorder, Philips mixer) in (demo)studio 2. 
Studio 1 was indertijd een van de modernste studio’s ter wereld en trok, naast Nederlandse acts als Golden Earring, Jack Jersey, Gruppo Sportivo en Herman Brood, ook veel aandacht uit het buitenland. Onder de bands en artiesten die naar Hilvarenbeek kwamen om platen op te nemen bevinden zich beroemde namen als Cat Stevens, Black Sabbath, Boomtown Rats, Gentle Giant, Genesis, Peter Gabriel en The Strawbs.
In 1981 kwam door een faillissement een einde aan de Relight Studio. De inventaris is onder radiopubliciteit van de VARA grotendeels geveild.

## Vaste geluidstechnici
- Robin Freeman (Harrow 1952)
- Pierre (Pierre) Geoffroy Chateau (Lyon 1947 - Tilburg 2007)
- Dick van Velden

## Albums geheel of gedeeltelijk opgenomen in de Relight Studio's
jaar albumtitel-artiest- geluidstechnici
- 1976 Contraband - Golden Earring - Robin Freeman
- 1976 Wind and Wuthering - Genesis - Nick Bradford, Pierre Geoffroy Chateau
- 1977 Forever - Jack Jersey
- 1977 The Missing Piece - Gentle Giant - Paul Northfield
- 1977 Uiterlijk Wel Innerlijk Nooit  -Dimitri van Toren – André Hooning, Maarten Proost, Pierre Geoffroy Chateau
- 1977 10 Mistakes - Gruppo Sportivo – Aad Link, Jan Schuurman, Robin Freeman
- 1977 Starlight Dancer - Kayak – Pierre Geoffroy Chateau
- 1977 Mad Love - Golden Earring – Erik Bakker, Henri Bentzon, Robin Freeman
- 1977 Burning For You - Strawbs – Jeffrey Lesser, Robin Freeman
- 1978 ...And then there were three... - Genesis - Pierre Geoffroy Chateau, Andy Mackrill, Dale Newman, Geoff Banks
- 1978 Shpritsz - Herman Brood & His Wild Romance - Pierre Geoffroy Chateau (volgens discogs) Robin Freeman (volgens Koos van Dijk)
- 1978 Back to 78 - Gruppo Sportivo – Robin Freeman
- 1978 A Tonic For The Troops - Boomtown Rats - Stuff Brown, Tim Friese-Greene
- 1978 Peter Gabriel - Peter Gabriel - Ed Sprigg, Michael Getlin, Steve Tayler, Steve Short
- 1979 Scene Rustique - Dimitri van Toren - Dick Van Velden, Pierre Geoffroy Chateau
- 1979 -Zig-Zag- - Transister – John Kriek, 'King Of The Knobs' Robin Freeman
- 1979 Exposure - Robert Fripp – Ed Sprigg, Jim Bonneford, Steve Short
- 1979 Tent - The Nits - Robin Freeman
- 1980 Wait a Minute - Herman Brood - Robin Freeman
- 1980 New Flat - The Nits - Aad Link, John Sonneveld, Robin Freeman
- 1980 Models - Ferdi Lancee - Pierre Geoffroy Chateau (the mad Frenchman)

## Overig
- Het live-album Cha Cha van Herman Brood is met een paar honderd man live publiek opgenomen en gemixt in de Relight Studio's in Hilvarenbeek. Op de albumhoes staan als locaties "The Relight Cafe", "The Pince a Linge", "The Pedo Ville" en "The Too Far Gone Discotheque" vermeld maar dit zijn allemaal fake-namen[1]
- Pierre Geoffroy Chateau bleef in Hilvarenbeek wonen en richtte in 1982 samen met Ferdi Lancee de geluidsstudio Chateau op.